# Amerika kulturális fővárosa

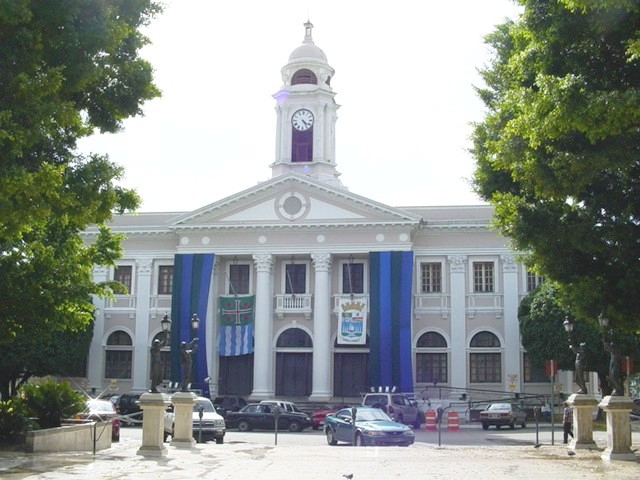
A Puerto Ricó-i Mayagüez Amerika kulturális fővárosa volt 2015-ben - a képen Mayagüez városháza.

Amerika kulturális fővárosát (angol: American Capital of Culture, spanyol: Capital Americana de la Cultura, portugál: Capital Americana da Cultura, francia: Capitale américaine de la culture) az azonos nevű Amerikai Kulturális Fővárosa Szervezet választja ki minden évben az Észak-Amerikát (ezen belül Közép-Amerikát és a Karibi-szigeteket) és Dél-Amerikát magába foglaló amerikai szuperkontinensen. A civil szervezet állítása szerint a kezdeményezés az Európa kulturális fővárosa mintájára készült, amelyet támogat ugyan az Amerikai Államok Szervezete (OAS vagy magyarul AÁSZ), de a kiválasztás folyamatában nem vesz részt.
A szervezet célja, hogy az amerikai szuperkontinens lakosai jobban megismerjék és elfogadják a nemzeti és kulturális különbözőségeket és új együttműködéseket hozzanak létre egymás között.

## Története
Az Amerika kulturális fővárosa alapötlete 1997-ben fogalmazódott meg Xavier Tuleda fejében, majd egy évvel később létrehozták az Amerika Kulturális Fővárosa Szervezetet, amelynek három fő célja van:
- az amerikai kontinens országai közötti kulturális integráció
- az amerikai kontinens lakossága ismerje meg jobban egymást, becsülje meg a nemzeti és regionális sokszínűséget és a közös kulturális örökségeket.
- az Amerika kulturális fővárosa címre jelölt városok támogatása az amerikai kontinensen és a világ más részein, amellyel új együttműködések jöhetnek létre más földrészek kulturális fővárosaival.

A szuperkontinens bármely országának területéről jelentkezhetnek városok a megtisztelő címért. A jelentkezéshez szükséges hivatalos formanyomtatványt angolul, spanyolul, portugálul vagy franciául tölthetik ki.
Xavier Tuleda később létre hozta a barcelonai székhelyű Kulturális Fővárosok Nemzetközi Bizottságát (Buró Internacional de Capitales Culturales), amely különböző kulturális fővárosi címeket ítél oda (Katalán kultúra fővárosa (2004 óta), Brazília kulturális fővárosa (2006 óta), Amerikai Egyesült Államok kulturális fővárosa (2011 óta)).

## Amerika kulturális fővárosai
| Év   | Város         | Ország                |
| ---- | ------------- | --------------------- |
| 2000 | Mérida        | Mexikó                |
| 2001 | Iquique       | Chile                 |
| 2002 | Maceió        | Brazília              |
| 2003 | Panamaváros   | Panama                |
| 2003 | Curitiba      | Brazília              |
| 2004 | Santiago      | Chile                 |
| 2005 | Guadalajara   | Mexikó                |
| 2006 | Cordoba       | Argentína             |
| 2007 | Cuzco         | Peru                  |
| 2008 | Brazíliaváros | Brazília              |
| 2009 | Asunción      | Paraguay              |
| 2010 | Santo Domingo | Dominikai Köztársaság |
| 2011 | Quito         | Ecuador               |
| 2012 | São Luís      | Brazília              |
| 2013 | Barranquilla  | Kolumbia              |
| 2014 | Colima        | Mexikó                |
| 2015 | Mayagüez      | Puerto Rico           |
| 2016 | Valdivia      | Chile                 |
| 2017 | Mérida        | Mexikó                |